# Cepheus pertusus
Cepheus pertusus är en kvalsterart som beskrevs av Haupt 1882. Cepheus pertusus ingår i släktet Cepheus och familjen Cepheidae. Inga underarter finns listade i Catalogue of Life.